# From Wishes to Eternity
From Wishes to Eternity — Live — концертный альбом симфо-пауэр-метал-группы Nightwish, выпущенный в 2001 году на DVD, VHS и CD.

## История
From Wishes to Eternity — Live был записан в Тампере (Финляндия) 29 декабря 2000 года. В дополнение к DVD-изданию, исключительно для рынка Финляндии последовало ограниченное издание на компакт-дисках, выпущенных тиражом 10 000 экземпляров, а также на видеокассетах в формате VHS — тиражом 1000 экземпляров.
Позже, в 2005 году, звукозаписывающая компания Spinefarm Records выпустила CD-издание для Европы. В дополнении к представленному материалу, группа исполнила попурри «Crimson Tide, Deep Blue Sea», в котором заимствовались мелодии Ханса Циммера из  фильма  1995 года «Багровый прилив» и Тревора Рэбина из фильма 1999 года «Глубокое синее море».
1 марта 2004 года компания Drakkar выпустила релиз на SACD, гибридный диск, который можно было проигрывать, как на нормальных CD-плеерах, так и на SACD-плеерах для получения максимального качества.
Инструментальная композиции «Crimson Tide/Deep Blue Sea» и «FantasMic» были убраны из трек-листа для издания концерта на диске. Позже в 2004 году SACD версия получила статус золотого диска в Финляндии и была распродана более чем 20 000 копий.

## Содержание

### Список композиций
1. «The Kinslayer»
2. «She Is My Sin»
3. «Deep Silent Complete»
4. «The Pharaoh Sails to Orion»
5. «Come Cover Me»
6. «Wanderlust»
7. «Instrumental (Crimson Tide/Deep Blue Sea)»
8. «Swanheart»
9. «Elvenpath»
10. «FantasMic (Part 3)»
11. «Dead Boy’s Poem»
12. «Sacrament of Wilderness»
13. «Walking in the Air»
14. «Beauty & the Beast»
15. «Wishmaster»

В самом конце концерта на сцене появляется Тимо Раутиайнен и объявляет о награждении группы за «золотой» и «платиновый» диски.

### Бонусный материал
На DVD также были включены:
- Два официальных видеоклипа («The Carpenter» и «Sleeping Sun»)
- Два концертных видео («The Kinslayer» и «Walking in the Air»)
- Удалённые сцены
- Интервью с Тарьей и Туомасом

## В записи участвовали
- Тарья Турунен — вокал
- Туомас Холопайнен — клавишные
- Эрно Вуоринен — лидер-гитара
- Юкка Невалайнен — ударные
- Сами Вянскя — бас-гитара
- Тапио Вильска — мужской вокал (трек № 4)
- Тони Какко — мужской вокал (трек № 14)